# Алсуотер

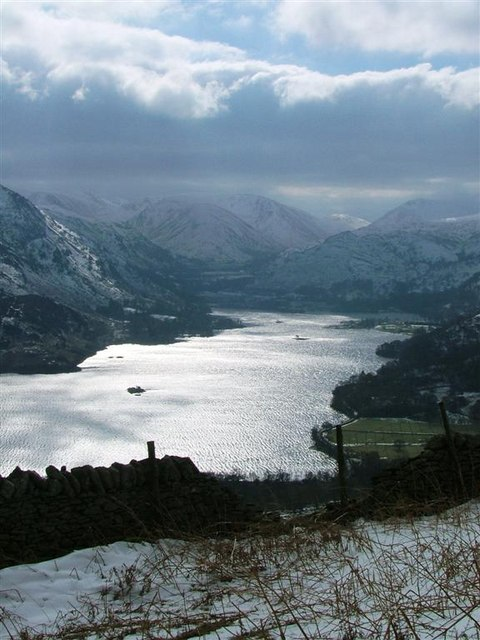

Алсуотер (англ. Ullswater) — озеро в графстве Камбрия на северо-западе Англии, в Камберлендских горах.

## География
Озеро расположено на территории национального парка Лейк-Дистрикт (Озёрный край). Площадь озера составляет 8,9 км², площадь водосборного бассейна — 145,5 км², Алсуотер является вторым по величине озером Камбрии, а также и вторым по величине естественным озером Англии. Средняя глубина озера — 25,3 метров, максимальная глубина — 63 метра. По озеру в прошлом проходила граница между двумя графствами Камберленд и Уэстморленд.
Алсуотер — типичное для Лейк-Дистрикта узкое «ленточное озеро», образовавшиеся после последнего ледникового периода, когда ледники «выцарапывали» углубления на поверхности долины. Над озером Алсуотер «потрудились» три разных ледника. Окружающие горы придали озеру форму растянутой буквы 'Z' с тремя сегментами различной длины.
Озеро очень живописно, это одно из красивейших озёр Великобритании. многие сравнивают его с озером Люцерн в Швейцарии. Прогулка с сестрой Дороти по берегу озера в апреле 1802 года вдохновила английского поэта-романтика Уильяма Вордсворта на написание стихотворения «Нарциссы».

## Примечания

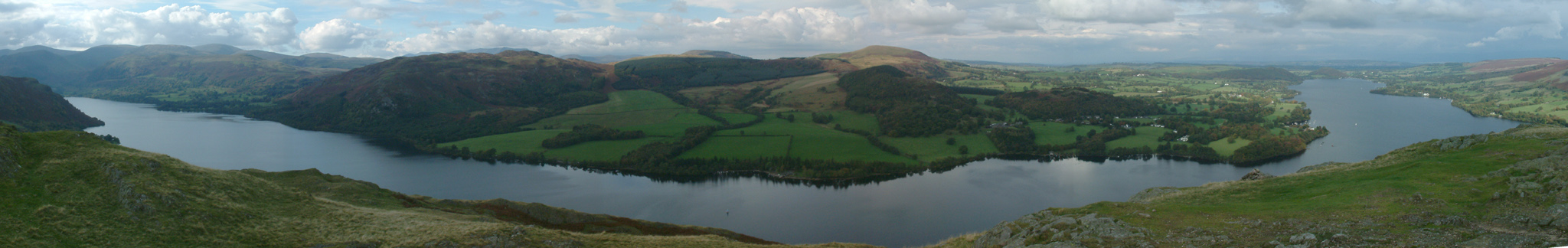
Панорама озера Алсуотер